# Liste der Bürgermeister von Voorschoten
Dieses ist die Liste der Bürgermeister der Gemeinde Voorschoten in der niederländischen Provinz Südholland.
| Bürgermeister       | Bürgermeister                         | Partei | Partei  | Amtszeit  | Anmerkungen                            |
| ------------------- | ------------------------------------- | ------ | ------- | --------- | -------------------------------------- |
|                     | Jhr. Mr. J. P. Pompe van Meerdervoort |        |         | 1813–1817 |                                        |
|                     | C. van Eijk                           |        |         | 1817–1841 |                                        |
|                     | Jacob Petrus Treub                    |        |         | 1841–1887 |                                        |
|                     | J. M. de Kempenaer                    |        |         | 1887–1895 |                                        |
|                     | Edwin Vernède                         |        |         | 1895–1936 |                                        |
|                     | M. F. Berkhout                        |        |         | 1936–1944 |                                        |
|                     | C. J. van der Hoeven                  |        |         | 1945–1959 |                                        |
|                     | L. de Kool                            |        | ARP     | 1960–1971 |                                        |
|                     | Johannes van der Haar                 |        | ARP/CDA | 1971–1980 |                                        |
|                     | Peter Cannegieter                     |        | VVD     | 1980–2001 |                                        |
|                     | Wilma Verver-Aartsen                  |        | VVD     | 2001–2006 |                                        |
| Jeroen Staatsen     | Jeroen Staatsen                       |        | VVD     | 2006–2016 | bis zum 1. Mai 2007 kommissarisch      |
| Pauline Bouvy-Koene | Pauline Bouvy-Koene                   |        | VVD     | 2016–2020 | bis zum 16. Oktober 2019 kommissarisch |
| Charlie Aptroot     | Charlie Aptroot                       |        | VVD     | 2020–2021 | kommissarisch                          |
|                     | Nadine Stemerdink                     |        | PvdA    | 2021–     | [ 3 ]                                  |